# Edgaras Venckaitis
Edgaras Venckaitis (ur. 12 grudnia 1985) – litewski zapaśnik walczący w stylu klasycznym. Dwukrotny olimpijczyk. Zajął siódme miejsce w Londynie 2012 w kategorii 66 kg i jedenaste w Rio de Janeiro 2016 w tej samej wadze.
Brązowy medalista mistrzostw świata w 2014. Piąty na mistrzostwach Europy w 2016. Dwudzieste trzecie miejsce na igrzyskach europejskich w 2015. Wicemistrz mistrzostw nordyckich w 2017 roku.